# Kung Anes sten

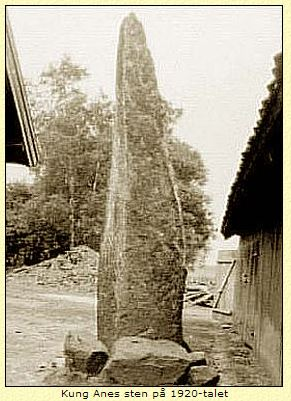
Kung Anes Sten

Kung Anes Sten (deutsch König Anes Stein) steht auf dem Hof Annestad, etwa 800 m nordöstlich von Främmestad in Essunga in Västergötland in Schweden.
König Anes Stein ist etwa vier Meter hoch. Der Stein wurde leicht versetzt, steht aber immer noch in der Nähe seiner ursprünglichen Stelle. Es wird gesagt, dass die alten Leute noch lange sagten: „Ruhe in Frieden, König Ane“, und die Kopfbedeckung abnahmen, wenn sie den Gedenkstein passierten. Unklar ist welcher König Ane oder Anund gemeint ist. Könige dieses Namens soll es im 5., 7. und 9. Jahrhundert gegeben haben. Alle scheinen jedoch mit anderen Orten im Land verbunden zu sein. Höchstwahrscheinlich ist es König Anund Jakob (1007–1050), der keine andere bekannte Grabstätte hat. Der alte Name des Dorfes war sowohl Anundstadha als auch Anes Stad. Außerdem wurde seine Halbschwester Astrid mit einem anderen Ort in Främmestad verbunden. 
Anund Jakob war der Sohn von Olof Skötkonung und wurde für seinen christlichen Eifer gelobt. Er war weise und sehr beliebt. Er führte die Strafe ein, die Häuser der Gesetzesbrecher niederzubrennen, weshalb er den Spitznamen „Kolbränna“ erhielt. Während seiner Regierungszeit fand die auf den Ingvarsteinen überlieferte Reise zum Kaspischen Meer von Ingvar Vidfarne statt.
Nach der Überlieferung soll hier der Leichnam von König Ane in einem Kupfersarg begraben worden sein, der Ende des 17. Jahrhunderts ausgegraben und nach Göteborg verkauft wurde. Eine alte Dame erzählte 1775, dass ihr als Kind der Tod ihres Vaters angedroht wurde, wenn sie jemals jemandem erzählte, was sie über den Sarg wüsste. Als der Sarg ausgegraben wurde, fiel der Stein um und blieb liegen. Er wurde erst 1859 auf Initiative von Fredrik Philip Hierta (1815–1889) aufgerichtet. 1933 fiel er erneut um, wurde aber im selben Jahr vom Riksantikvarieämbetet aufgerichtet. 
Namen, die sich auf einen König beziehen, sind bei mehreren Megalithanlagen (Kung Björns Grav, Kung Östens Grav, Kung Orres grav, Kung Rings grav), bei Grabhügeln bzw. Rösen (Kung Ranes hög, Kung Tryggves grav), Runensteinen (Kung Kåres sten, Kung Sigges sten) und bei Bautasteinen (Kung Götriks sten und das Steinpaar Kung Råds grav) anzutreffen.